# اقچرگویت
اقچرگویت یک سکونتگاه مسکونی در موریتانی است که در Brakna واقع شده‌است.

## خصوصیات
اقچرگویت ۹٬۱۸۸ نفر جمعیت دارد.